# إدارة الغياب
إدارة الغياب والمعروفة أيضا باسم إدارة الإجازات هي مزيج من سياسات أو إجراءات أو برامج صاحب العمل المصممة للتعامل مع إجازات غياب الموظفين وتقليل تأثير حالات الغياب هذه على صاحب العمل. تهدف برامج إدارة الغياب إلى تعظيم الإنتاجية من خلال دعم الموظف من الغياب الأولي من خلال خطط العودة إلى العمل والبقاء في العمل.
في عام 2015 قدرت مؤسسة مراكز السيطرة على الأمراض والوقاية منها أن الإصابة الجسدية أو المرض يكلف أصحاب العمل الأمريكيين 225.8 مليار دولار سنويا. قدرت مؤسسة مراكز السيطرة على الأمراض والوقاية منها أن الاكتئاب يكلف أصحاب العمل 44 مليار دولار إضافية سنويا. تمت دراسة أسباب وتكاليف غياب الموظف جيدا على مدى عقود. منذ أوائل عام 2000 أخذت الدراسات في الاعتبار بشكل متزايد أسباب وتكاليف الحضور الذي يحدث عندما يستمر العمال غير المنتجين بشكل كامل في حضور العمل. يمكن أن تؤدي الإصابة أو المرض أو التوتر أو القلق أو الاكتئاب إلى تقليل الإنتاجية وفرض تكاليف متزايدة على صاحب العمل ومن المحتمل أن تؤثر على الآخرين في القوى العاملة.
لتحقيق التوازن بين تكاليف الغياب وصحة القوى العاملة ورفاهها تعتمد الشركات على برامج إدارة الغياب لتتبع وإدارة سبب وتكاليف التغيب بشكل صريح.

## تشريعات إدارة الغياب (الولايات المتحدة)
تتخلف الولايات المتحدة عن البلدان الصناعية الأخرى عندما يتعلق الأمر بالإجازة مدفوعة الأجر الإلزامية الفيدرالية بما في ذلك إجازة الوالدين لميلاد أو تبني طفل أو مرض الموظف أو لرعاية طفل مريض أو زوج أو قريب آخر. الولايات المتحدة هي واحدة من سبع دول في العالم لا تضمن إجازة أمومة مدفوعة الأجر إلى جانب جزر مارشال وميكرونيزيا وناورو وبالاو وبابوا غينيا الجديدة وسورينام. تتخلف الولايات المتحدة أيضا عن البلدان الصناعية الأخرى عندما يتعلق الأمر بوقت الإجازة المدفوعة الأجر الفيدرالي. يتم تحديد استحقاق الإجازة المدفوعة في الاتحاد الأوروبي بحد أدنى أربعة أسابيع (20 يوما) في السنة باستثناء أيام العطلات الرسمية. قانون معايير العمل العادل لعام 1938 في الولايات المتحدة والذي تم تعديله مؤخرا في عام 2009 لا يفرض أي إجازة مدفوعة الأجر وبدلا من ذلك ينص على أن هذه الأمور تُترك لاتفاق بين صاحب العمل والموظف.
أظهرت دراسة عام 2018 أن العمال الأمريكيين تركوا 662 مليون يوم إجازة دون استخدام. أشارت الدراسة إلى الخوف - الخوف من الضياع والخوف من العودة إلى كومة من العمل والخوف من أن يُنظر إليك على أنه أداء ضعيف والخوف من أن يُنظر إليك على أنه قابل للاستبدال - باعتباره السبب الأكثر شيوعا لعدم استخدام العمال لوقت إجازتهم.
كان الضغط من أجل المعايير الفيدرالية لقوانين الإجازة مدفوعة الأجر مستمرا لأكثر من 100 عام. نتيجة لذلك هناك خليط معقد من القوانين الفيدرالية والولائية والمحلية التي توفر حماية للعمال للإجازة غير مدفوعة الأجر بناء على مجموعة متنوعة من العوامل المختلفة. هذا الخليط من القوانين يجعل من الصعب على أصحاب العمل الالتزام بالالتزام.
تشمل القوانين الفيدرالية التي تؤثر على إدارة الغياب ما يلي:
- قانون التمييز ضد الحمل لعام 1978.[11]
- تم التوقيع على قانون الأمريكيين ذوي الإعاقة لعام 1990 ليصبح قانونا في 26 يوليو 1990.[12]
- صدر قانون الإجازة العائلية والطبية في عام 1993.[13]
- قانون حقوق التوظيف وإعادة التوظيف الموحد للخدمات لعام 1994.[14]
- تعديلات قانون الأمريكيين ذوي الإعاقة لعام 2008.[15]

في ظل عدم وجود قانون اتحادي موحد يتطلب إجازة عائلية ومرضية مدفوعة الأجر تقوم العديد من الولايات والبلديات بتمرير قوانين الإجازة الخاصة بها. اعتبارا من عام 2021 كان لدى تسع ولايات ومقاطعة كولومبيا برامج إجازة عائلية مدفوعة الأجر نشطة مع ثلاث ولايات أخرى من المقرر أن تنفذ القوانين التي تم إقرارها حديثا. في عام 2019 تطلب ما يقدر بـ 30 بلدية إجازة مرضية مدفوعة الأجر. مع هذه القوانين المميزة تختلف مدة الإجازة والاستحقاق والاستخدام ومتطلبات إعداد التقارير مما يجعل الامتثال أمرا صعبا على أصحاب العمل.

## إدارة الغياب في عصر الجائحة
في بداية جائحة كورونا صدرت تعليمات للعمال الأمريكيين بالبقاء في منازلهم. عمال قطاع الخدمات الذين يشكلون ما يقرب من 20٪ من القوى العاملة الأمريكية تم اعتبارهم عاملين أساسيين وطُلب منهم مواصلة العمل مخاطرين بالتعرض لمرض شديد العدوى وقد يكون مميتا. يحصل العاملون في هذه الوظائف على أجور منخفضة للغاية و 55٪ منهم لم يحصلوا على إجازة مرضية مدفوعة الأجر مما يؤدي إلى انعدام الأمن المالي لأولئك الذين قد يتغيبون عن العمل. تسمح الإجازة المرضية المدفوعة للمرضى بالتعافي وتحمي الأشخاص الأصحاء من انتشار المرض. ثم كان هناك أولئك الذين اعتبروا "الأعمال" - إذا كانوا بعيدا فلماذا لا يعملون من وجهة عطلة دون استخدام الإجازات مدفوعة الأجر الخاص بهم؟ أخيرا اختار العديد من الأشخاص عدم استخدام الإجازات مدفوعة الأجر على الإطلاق مما أدى إلى رؤية أصحاب العمل للوقت غير المستخدم إلى مستويات غير صحية.
أقرت الحكومة الفيدرالية قانون العائلات أولا للاستجابة لفيروس كورونا والذي دخل حيز التنفيذ في 1 أبريل 2020. سدد قانون العائلات أولا للاستجابة لفيروس كورونا لأرباب العمل الخاصين الذين لديهم أقل من 500 موظف بإعفاءات ضريبية عن تكلفة توفير إجازة مرضية مدفوعة الأجر وإجازة عائلية وإجازة طبية موسعة لأسباب خاصة تتعلق بالجائحة. انتهت صلاحية هذه القواعد المؤقتة في 31 ديسمبر 2020.
وفقا لنشرة شركة ميرسر وهي شركة استشارية للموارد البشرية فإنها منحت إجازة مدفوعة الأجر للولايات والمدن تتعامل مع الجائحة. بما في ذلك متطلبات الإجازة مدفوعة الأجر الخاصة بإدارة السلامة والصحة المهنية نفذت بعض الولايات والسلطات المحلية متطلبات إجازة مدفوعة الأجر جديدة بينما عدل البعض الآخر القوانين الحالية لاستيعاب احتياجات الموظفين. في مراجعة يوليو 2021 ذهب المؤلفون إلى القول:
يستمر المنشور في مناقشة 32 ميزة إجازة مدفوعة الأجر في حالة الطوارئ الخاصة بالولاية أو المدينة أو المقاطعة بالإضافة إلى 13 توصية توجيهية إضافية لقوانين الإجازة مدفوعة الأجر الحالية.
أخذ العديد من أكبر أرباب العمل في البلاد مثل وول مارت وأمازون وستاربكس على عاتقهم تحديث سياساتهم. بدأت وول مارت على سبيل المثال في تقديم ما يصل إلى أسبوعين من كل ساعة براتب 100٪ بالإضافة إلى أجر جزئي لمدة تصل إلى 26 أسبوعا بشهادة طبية. ستسمح الشركة أيضا بإجازة مدفوعة الأجر للتعافي من الآثار الجانبية للقاح كورونا.
في 5 نوفمبر 2021 نشرت إدارة السلامة والصحة المهنية قاعدة السلامة الإلزامية في مكان العمل بما في ذلك إجازة مدفوعة الأجر للموظفين لتلقي لقاح كورونا بالإضافة إلى الوقت للتعافي من أي آثار جانبية للقاح. القاعدة التي تغطي أرباب العمل الذين لديهم أكثر من 100 موظف كانت ستطلب التطعيم أو الاختبار المنتظم لكن تم إبطالها في المحكمة في يناير 2022 قبل أن تدخل حيز التنفيذ الكامل. كان التراجع عن مثل هذه القواعد يجعل أصحاب العمل يتدافعون باستمرار لمواكبة هذه القواعد.

## خيارات لتنفيذ برنامج إدارة الغياب
في عام 2021 أشارت 55٪ من الشركات التي شملتها الدراسة إلى الامتثال كأولوية قصوى. يضع أرباب العمل تركيزا استراتيجيا جديدا على إدارة الغياب وإنشاء برامج وسياسات أكثر رسمية. من المتوقع أن ينمو عدد الشركات التي لديها برامج رسمية من 50 في المائة إلى 63 في المائة في غضون عامين. يمكن إدارة البرامج داخليا (الاستعانة بمصادر داخلية) أو إدارتها من خلال مجموعة من الموارد الداخلية وشريك خارجي (التعهيد المشترك) أو إدارتها بواسطة مسؤول جهة خارجية أو شركة تأمين (الاستعانة بمصادر خارجية). هناك أيضا عدد متزايد من الحلول التقنية للمساعدة بغض النظر عن النموذج المختار.
تعتمد برامج إدارة الإجازات والغياب الداخلية على الاستحقاقات الداخلية أو موظفي الموارد البشرية لتلقي المطالبات الجديدة والإشراف على جميع أنشطة إدارة الإجازات بالتنسيق مع مطالبات تعويضات العمال والعجز قصير الأجل. صاحب العمل مسؤول عن التتبع والإبلاغ والامتثال لجميع القوانين واللوائح. الحلول التقنية هي السائدة لأصحاب العمل الذين يديرون برامجهم الخاصة خاصة للبرامج الأكبر. 60٪ من أرباب العمل الذين لديهم أكثر من 5000 موظف و 80٪ من الشركات التي تضم 20000 موظف يعتمدون على حل تقني. تزداد القدرات التقنية أيضا مع حجم صاحب العمل مع اعتماد الشركات الأصغر على أنظمة الرواتب وأصحاب العمل متوسطي الحجم الذين يستخدمون أنظمة إدارة الموارد البشرية وأصحاب العمل الكبار الذين يستثمرون في برامج إدارة الإجازات.
في نموذج المصدر المشترك يشترك صاحب العمل مع مورد خارجي مع الاحتفاظ ببعض عناصر البرنامج داخليا مع الاعتماد على البائع للحصول على خبرة إضافية. قد تعتمد الشركة على النظام الأساسي التكنولوجي للمورد مع الحفاظ على الموظفين الداخليين لاستلام الإجازات وإدارتها. يسمح هذا النموذج لصاحب العمل بإدارة العملية داخليا باستخدام منصة تقنية أكثر تعقيدا مما قد لا يتمكنون من الوصول إليه بمفردهم. البائع مسؤول عن صيانة النظام الأساسي وإجراء تحديثات في الوقت الفعلي للنظام. يميل هذا الحل إلى تحقيق امتثال واتساق أفضل من البرامج الداخلية ومع ذلك لا تزال تجربة الموظف تعتمد على مديري الخطوط الأمامية و / أو فرق إدارة الإجازات الداخلية. يمكن أن تساعد برامج الجهات الخارجية على سبيل المثال متخصصي الموارد البشرية في تتبع مجموعة متنوعة من الأوراق وتواريخ العودة إلى العمل ويمكنها أتمتة الكثير من المهام العادية.
تعتمد الاستعانة بمصادر خارجية حصريا على شريك لتشغيل البرنامج بأكمله. تقدم العديد من منظمات الموارد البشرية والتأمين هذه الخدمات.